# Calliandra houstoniana
Calliandra houstoniana är en ärtväxtart som först beskrevs av Philip Miller, och fick sitt nu gällande namn av Paul Carpenter Standley. Calliandra houstoniana ingår i släktet Calliandra och familjen ärtväxter.

## Underarter
Arten delas in i följande underarter:
- C. h. acapulcensis
- C. h. anomala
- C. h. calothyrsus
- C. h. colomasensis
- C. h. houstoniana

## Bildgalleri

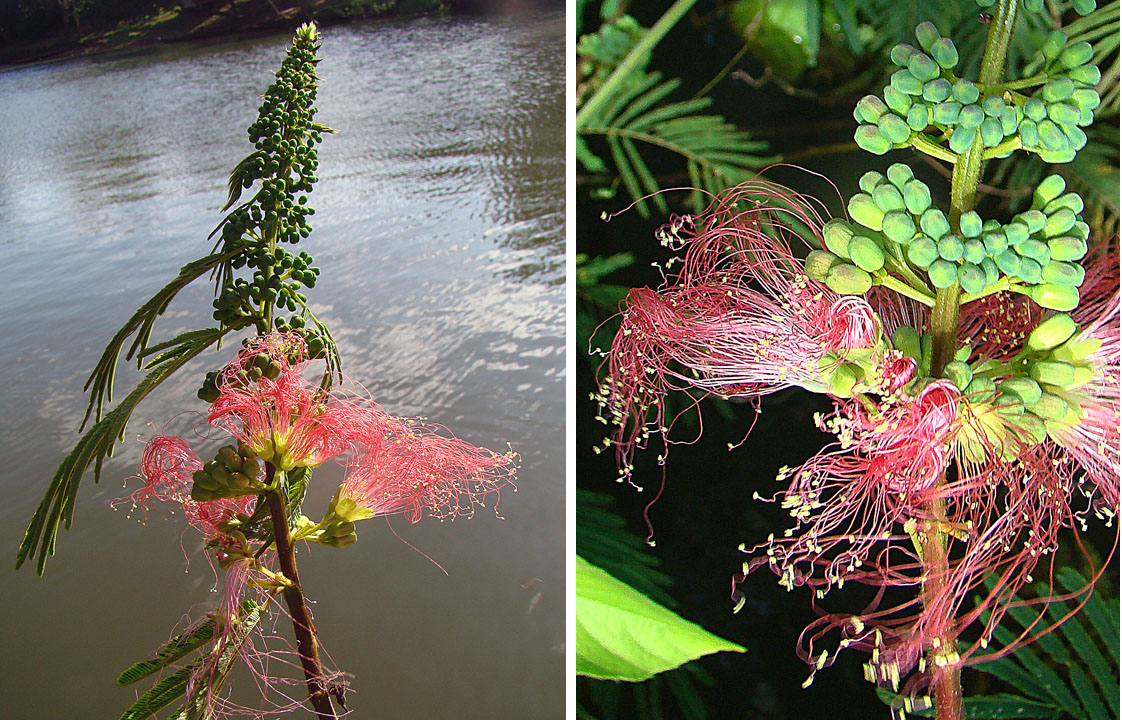
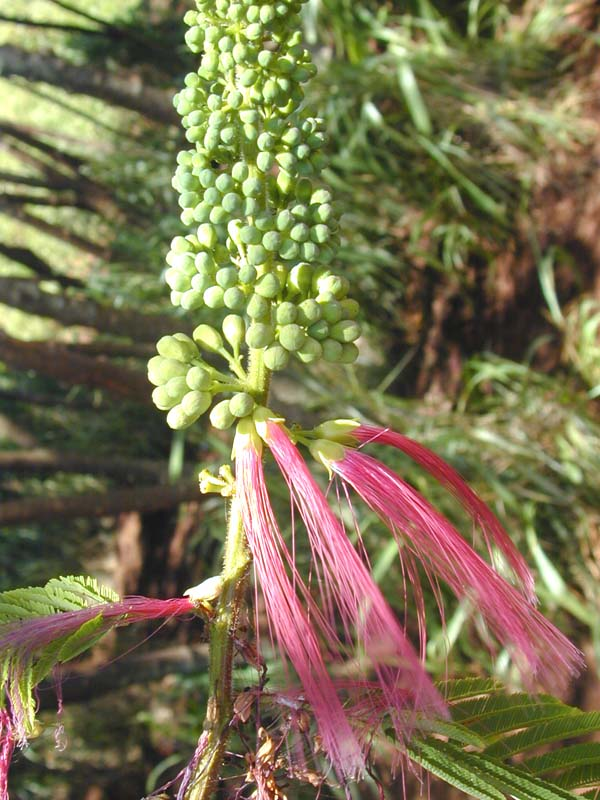